# Перова ручка

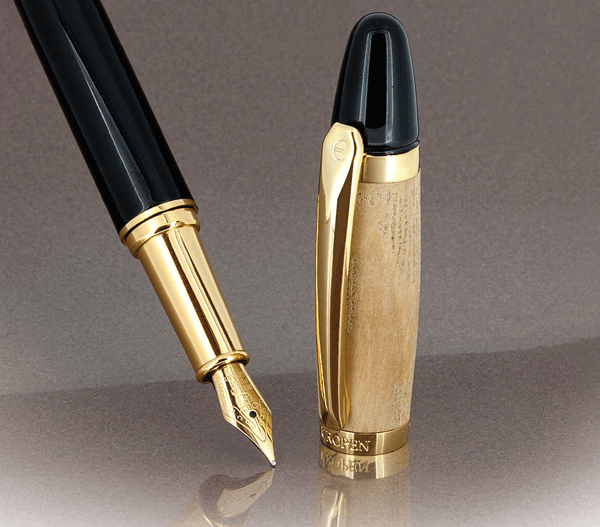
Сучасна перова ручка

Перо́ва ру́чка, чорн́ильна ру́чка, заст. вічне перо — різновид ручки, канцелярське приладдя для письма на папері чорнилом або тушшю.
Перові ручки поділяються на дві основні категорії: неавтоматичні й автоматичні.
Неавтоматична чорнильна ручка (англ. Dip Pen) складається з пера та утримувача. Головна її відмінність від авторучки в тому, що вона не має резервуара для чорнила. Щоб нею писати, її потрібно час від часу занурювати в чорнильницю.
Автоматична чорнильна ручка (англ. Fountain Pen) складається з пера та корпусу, який містить резервуар з чорнилом, і з нього чорнило в процесі письма автоматично подається на перо, рятуючи від необхідності весь час занурювати перо в чорнильницю. Нині найпоширеніші перові ручки з картриджно-конвертерною або поршневою системою заправки чорнила, рідше трапляється система важеля і вкрай рідко піпеткова система заправки.
На сьогоднішній день чорнильна ручка витіснена з масового вживання практичнішими та дешевшими інструментами писемності, такими як кулькова чи гелева ручки. Проте, неавтоматичні ручки продовжують використовуватися для каліграфії, а автоматичні — як іміджеве та статусне письмове приладдя.

## Історія

### Поява неавтоматичної ручки
Найдавніша перова ручка з розсіченим пером — це ручка зі сплаву міді, датована періодом Римської Британії (43-440 рр.). Також було знайдено повністю металічну та ручку зі зйомним пером, датовані середньовіччям і Ренесансом, що дозволяє зробити висновок, що вони використовувалися одночасно з традиційним гусячим пером .
У Вікторіанську епоху світовим центром виробництва пер для чорнильних ручок став Бірмінгем у Великій Британії. Тоді там функціонувало 129 компаній, на яких працювало близько 8 000 людей. Більшість операторів пресів були жінками і були змушені виготовляти 18 000 пер на день.

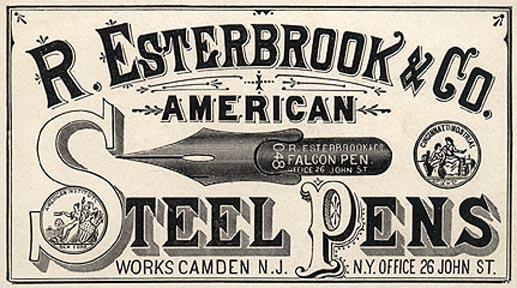
Реклама R. Esterbrook & Co. 1876 року

Річард Естербрук, виробник пер із Корнвелла, помітив, що сталевих пер бракує на Американському ринку. Тож, у 1858 році він започаткував свою фірму в Кемдені, Нью-Джерсі, США. Його бізнес швидко виріс і Естербрук став одним із найбільших виробників перових ручок у світі. Його сімейний бізнес закрився у 1971 році, але у 2018 році команда ентузіастів відродила бренд. Зараз вони посідають чільне місце серед знаних світових виробників автоматичних чорнильних ручок.
Пізніше більшість виробників стали випускати пера з благородних металів, як правило — золота. Виготовлення наконечників пера із зносостійких сплавів металів платинової групи — іридію, родію, осмію тощо дозволило значно збільшити термін служби пера.

### Поява авторучки
Прототип сучасної автоматичної чорнильної ручки вперше описав у X ст. у своїй праці історик Аль-Кадій ан-Нуман. Він розповів, як єгипетський халіф забажав, щоб йому сконструювати таку ручку,
|  | ...яка була б виготовлена з металу і містила чорнило всередині, щоб не потрібно було весь час мати при собі чорнильницю. А коли ж усе дописано, щоб цю ручку можна було сховати в рукав або деінде, але вона не залишала ніде слідів чорнила і не протікала. Чорнило має подаватися лише тоді, коли власник цього хоче і коли має намір щось написати. |

Аль-Кадій ан-Нуман стверджує, що таку ручку хаіфові виготовили через кілька днів, але він не надає деталей про її конструкцію чи принцип роботи.

У Європі авторучка використовувалася з XVII ст. 

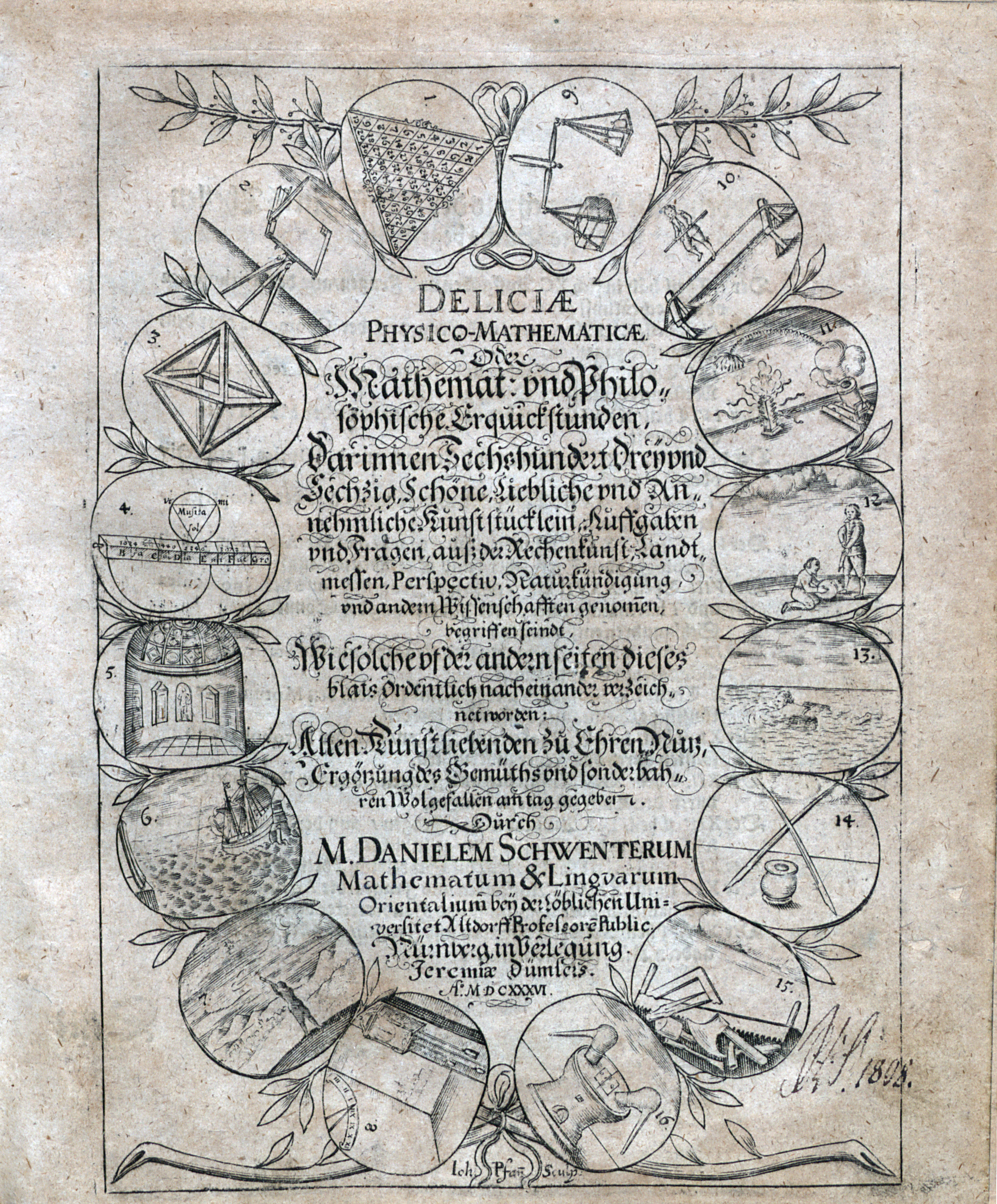

 У журналі Deliciae Physico-Mathematicae за 1636 рік німецький винахідник Даніель Швентер  описав автоматичну ручку, сконструйовану з двох пір'їн, одна з яких виконувала роль резервуара для чорнила. Чорнило утримувалося в ній за допомогою корка, а щоб подати його на пишучий кінчик, цю пір'їну потрібно було легенько стиснути. У 1663 Семюел Піпс згадує металічну ручку для «перенесення чорнила». Мерилендський історик Дорсі Річардсон (1862—1933) відмітив згадку про «три срібні чорнильні ручки вартістю 15 шилінгів» в Англії протягом правління Карла II.

### Масове виробництво
Один із перших патентів на чорнильну авторучку отримав румунський винахідник Петраке Поєнару від уряду Франції 25 травня 1827 року. 

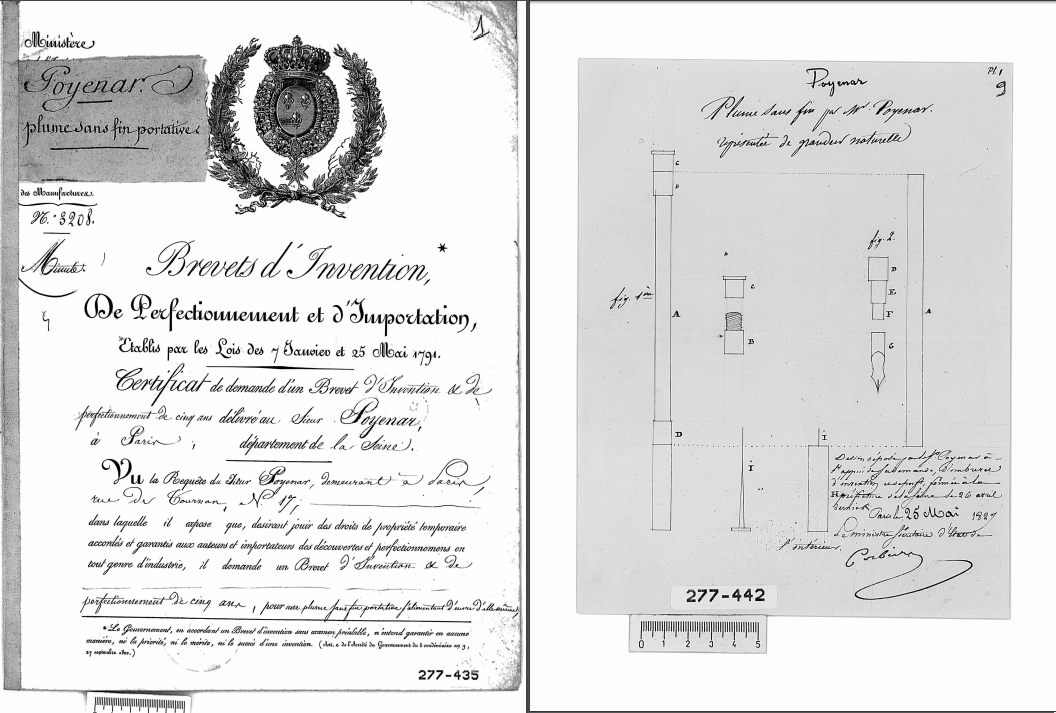
Патент, виданий на авторучку Петраке Поєнару, 25 травня 1827 рік

У 1828 році Джозая Майсон у Бірмінгемі, Англія, вдосконалив дешеве та ефективне зйомне перо, яке можна було додавати до перової ручки. А в 1830 році з винаходом нових станків Джозеф Джіллот, Вільям Мітчел та Джеймс Стівен Перрі розробили спосіб масового виробництва надійних, дешевих стальних пер (Perry & Co.). Таким чином ручкова індустрія Бірмінгема почала набирати обертів. На той час половина ручок зі сталевим пером у світі виготовлялася в Бірмінгемі, а на їхньому виробництві були задіяні тисячі працівників. Виробництво з часом удосконалювалося, що дозволяло фабрикам міста виготовляти ручки дешевше та ефективніше, а це в своюю чергу дозволяло купувати ручки тим, хто раніше не міг їх собі дозволити, що слугувало поширенню освіти та письменності.

### Інновації
У 1848 році американський винахідник Айзель Сторрс Лайман запатентував ручку з «комбінованим утримувачем і пером». У 1849 році шотландський винахідник Роберт Вільям Томсон винайшов перезаправну авторучку. За цими патентами послідувала низка інших, проте, авторучки стали справді популярними лише після того, як було зроблено три ключові винаходи: іридійні пера з золотим напиленням, ебоніт і легкоплинні чорнила.
Перші чорнильні ручки, в яких поєднувалися всі три елементи, з'явилися у 1850-ті роки. У 1870 році Дункан МакКіннон, канадієць, який проживав у Нью Йорку, та Алонзо Т. Кросс із Провіденсу, Род Айленд, створили стилограф із порожнистим трубчастим пером і дрогом у ролі клапана. Зараз стилографи використовуються в основному для креслення і технічних малюнків, але протягом десяти років, починаючи з 1875, вони були вкрай популярними. Основним американським виробником у цю піонерську еру був Ватерман із Нью Йорка та Вірт із Блумсберга, Пенсильванія. Скоро Ватерман обійшов як Вірта, так і інших виробників, які з'являлися, щоб покрити все більший запит на виробництво чорнильних ручок. До початку 1920-х років Ватерман залишався лідером ринку.
У цей період майже всі ручки, щоб наповнити їй чорнилом, потрібно було розкрутити, зняти частину полого бареля і за допомогою піпетки наповнити його чорнилом. Це було повільна і брудна процедура. Крім того, ручки протікали у ковпачки та через місце закручування бареля. Тепер, коли проблему з матеріалами було подолано, а плинність чорнила відрегульовано, прийшов час створити простий зручний механізм автонаповновання і подолати проблему протікання. Автонаповнювачі почали набирати популярність на зламі століть. Найпопулярнішим був серповидний наповнювач Конклін, якому на п'яти наступав твіст-наповнювач А. А. Ватермана. Утім, переломним моментом став неперевершений успіх важільного механізма Волтера А. Шеффера, представленого в 1912 році, разом із кнопковим механізмом Паркера у майже сучасному вигляді.

### Протікання
Тим часом багато винахідників зосередили свою увагу на проблемі протікання. Одним із перших варіантів подібної «безпечної» ручки була ручка із висувним елементом, який дозволяв закорковувати резервуар із чорнилом, як пляшечку. Одними з перших виробників ручок подібної конструкції на початку 1890-х були Гортон, Мур та Кау.
У 1898 році Джордж Саффорд Паркер випустив Parker Jointless, названу так, бо її барель був цільним — без місця з'єднання, де ручка могли б протекти і забруднити пальці користувача. Перо та частина фіду вставлялися в кінець бареля, ніби коркова пробка.
У 1908 році Ватерман почав популяризувати безпечну ручку власного виробництва. Для ручок із незйомним пером проблему протікання ефективно вирішила нова конструкція ковпачка. Його стали робити на різьбі з внутрішнім ковпачком, який запечатував перо з середини (такі ручки також маркували як «безпечні», наприклад, моделі Parker Jack-Knife Safety and the Swan Safety Screw-Cap).

### Подальші вдосконалення
У Європі німецький виробник офісного приладдя, компанія Ґюнтера Ваґнера, заснована e 1838 році, у 1923 році виготовила першу ручку з сучасним конвертером з механізмом закручування — Pelikan. Це сталося завдяки придбанню патенту на твердочорнильні ручки Славолюба Пенкала з Хорватії (патент отримано у 1907 році, але впроваджено в масове виробництво у 1911 році) та патент угорця Теодора Ковача за 1925 рік на сучасний поршневий механізм наповнення авторучок.
За цим послідувала велика кількість інших розробок. Поволі целулоїд замінив жорстку гуму, що дозволило виробляти ручки різноманітного кольору та дизайну. Разом із цим виробники експериментували з різними механізмами наповнення. У міжвоєнний період були представлені деякі найвизначніші моделі, такі як Duofold і Vacumatic від Parker, серія Lifetime Balance від Sheaffer та Pelikan 100.
Протягом 1940—50-х років чорнильні ручки все ще утримували лідерство, адже перші кулькові ручки були дорогими, мали тенденцію до протікання і проблеми з подачею чорнила, в той час як авторучки отримували найкраще від поєднання майстерності та масового виробництва. Патент Bíró й інші ранні патенти на кулькові ручки використовували термін «чорнильна кулькова ручка», оскільки кулькові вважалися підвидом авторучок, адже мали резервуар із чорнилом. У цей період з'явилися такі іновативні моделі як Parker 51, Aurora 88, Sheaffer Snorkel і Eversharp Skyline. У цей же час серія Esterbrook J пропонувала покупцям недорогий надійним продукт — авторучку з важільним механізмом наповнення та змінними стальними перами.

### Використання у сьогоденні
У 1960-х покращення у виробництві кулькових ручок забезпечило їм перевагу над чорнильними ручками у щоденному використанні.Деякі чорнильні ручки з картриджами все ще використовуються у Франції, Італії, Німеччині, Австрії, Індії та Великій Британії, ними послуговуються учні більшості приватних шкіл Англії, принаймні одній в Шотландії та державних шкіл у Німеччині. Попри це, деякі сучасні виробники (особливо Conway Stewart, Montblanc, Graf von Faber-Castell і Visconti) презентують авторучку більше як символ статусу та предмет колекціонування, ніж щоденний засіб для письма. Одна чорнильні ручки продовжують приваблювати користувачів, які вважають їх досконалішим інструментом для письма через відчутну м'якість й універсальність. Компанії продовжують продавати чорнильні ручки та чорнила на щодень і для каліграфії. Останнім часом чорнильні ручки пережили друге народження і продажі багатьох виробників постійно зростають. Це призвело до нової хвилі щоденного використання чорнильних ручок, а виробники чорнильних ручок і чорнил послуговуються можливостями електронної торгівлі, щоб легше продавати свої товари більшій аудиторії.

## Елементи перової ручки

### Неавтоматичні ручки
Перо

Перо неавтоматичної ручки може бути як окремим, так і цільним. Цільні ручки зазвичай скляні. Для використання окремого пера потрібен тримач.
Пера бувають твердими і м'якими, м'які пера створюють широку варіацію товщини лінії при натисканні на перо. Для українського скоропису надається перевага м'якому перу.
Накопичувач

Додатково на перо може насаджуватися накопичував, який збільшує кількість чорнила при заборі.
Тримач

Тримачі, залежно від каліграфічного стилю, можуть бути прямими і косими.

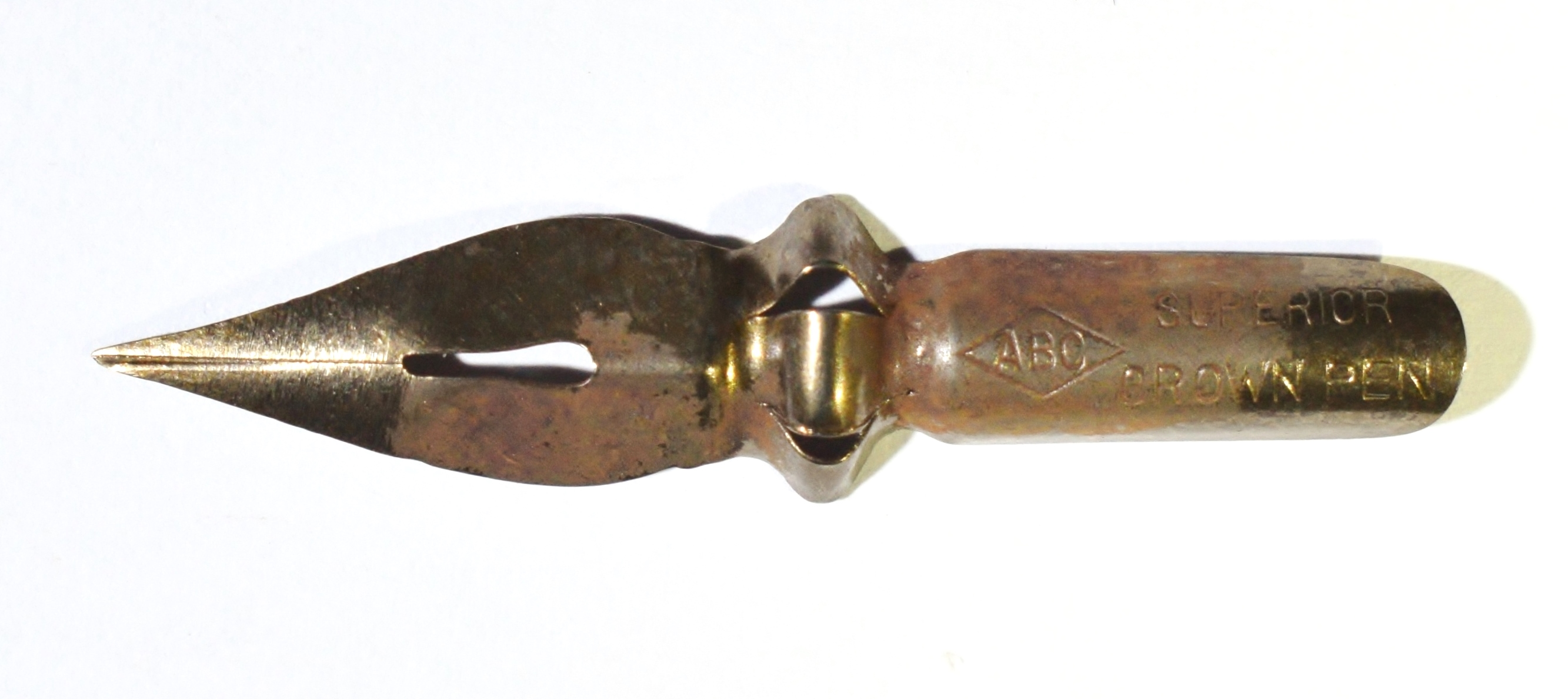
Перо неавтоматичної ручки
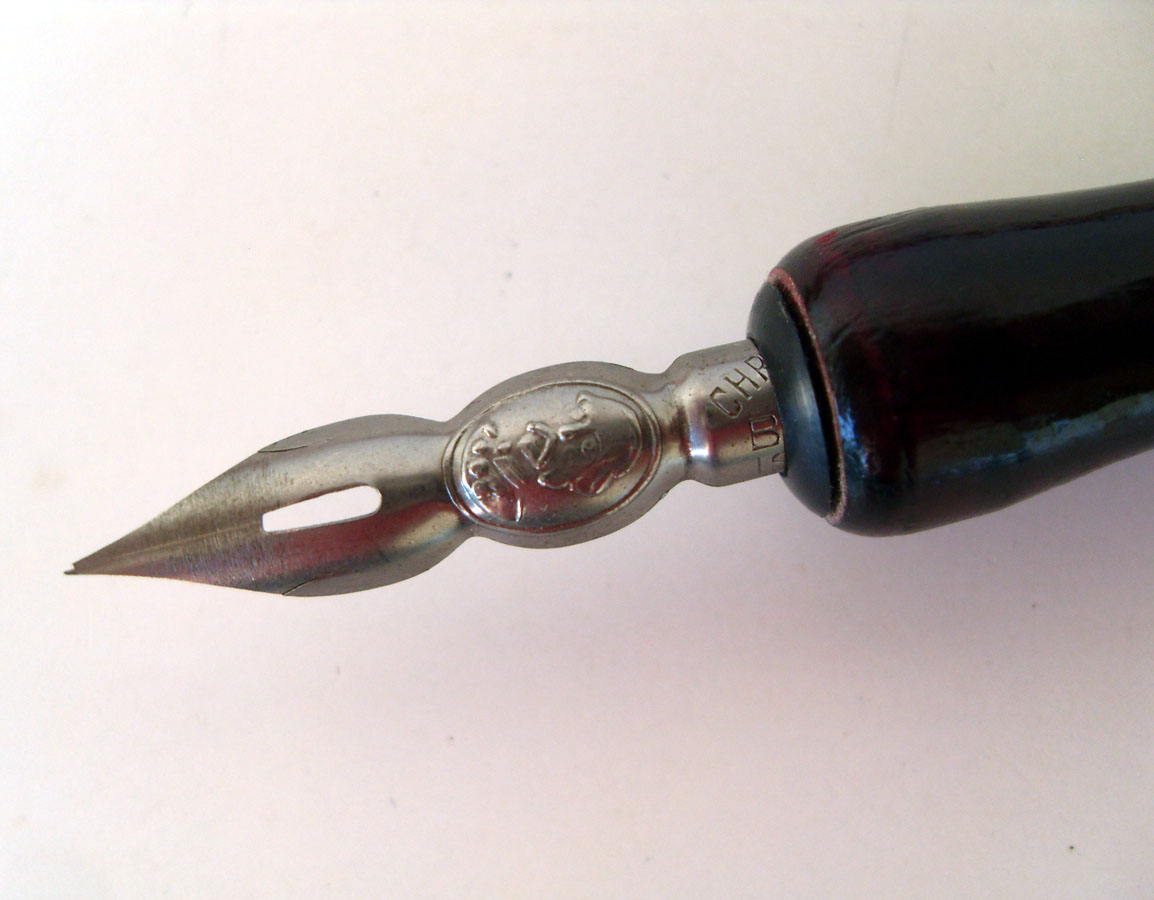
Перо на прямому тримачі
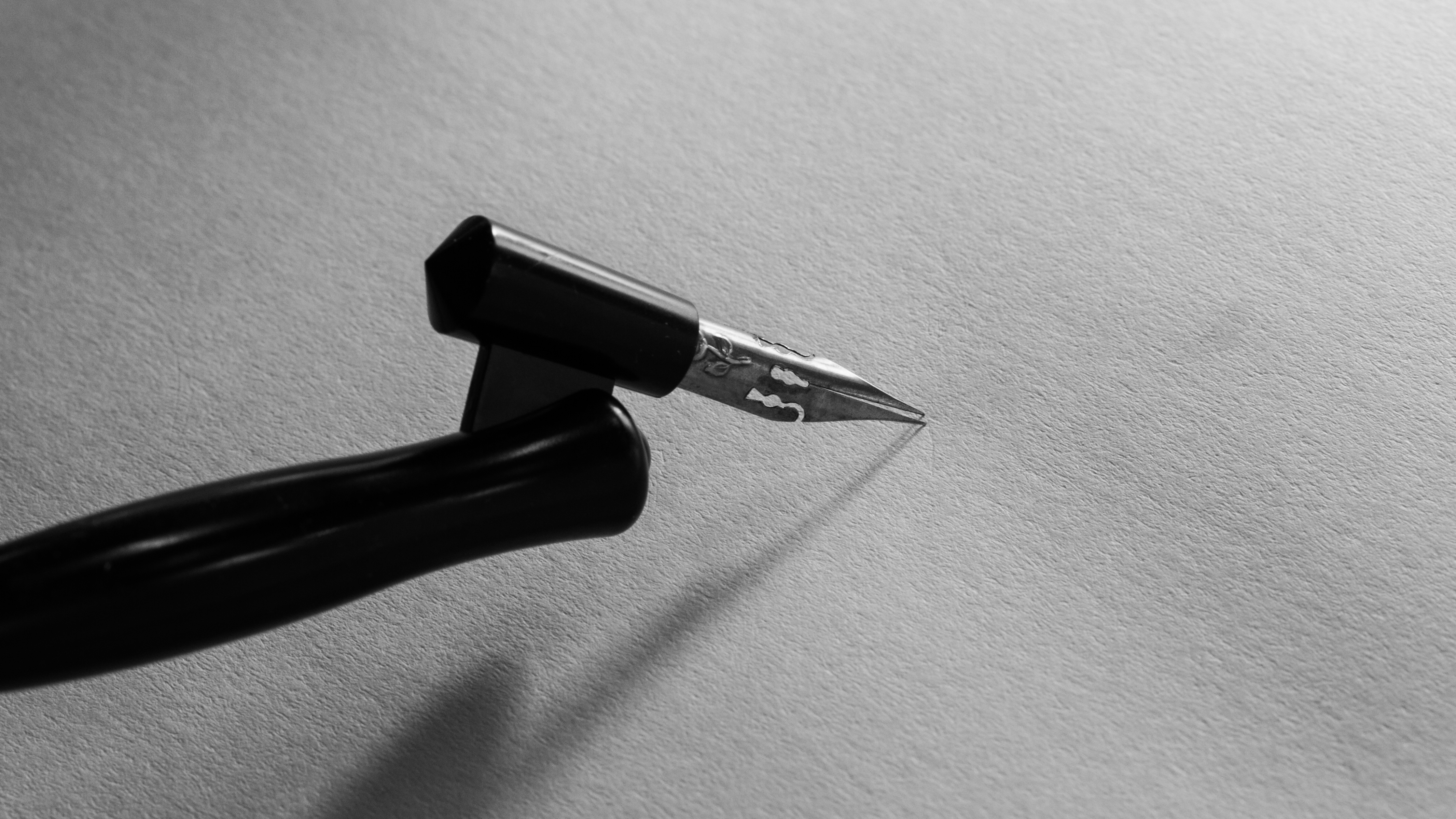
Косий тримач
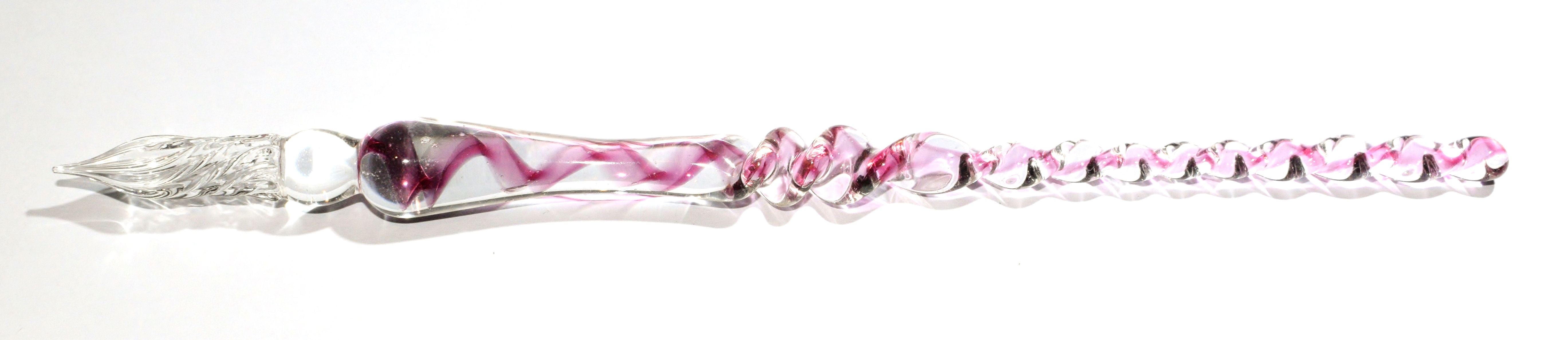
Цільна скляна перова ручка

### Автоматичні ручки
Ковпачок

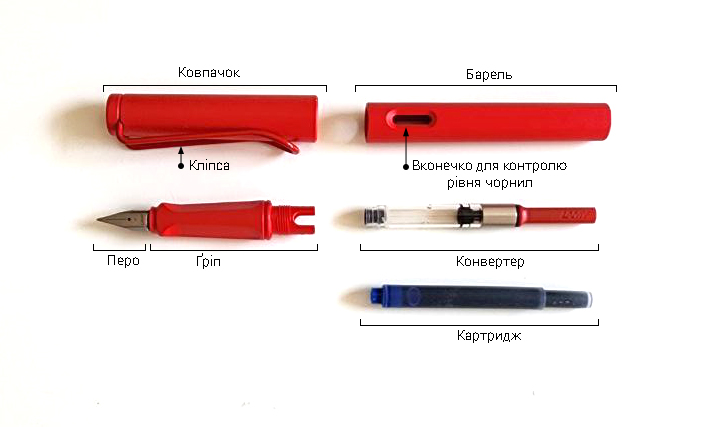
Елементи, з яких складається автоматична перова ручка

Захищає перо від пересихання, а власника — від витікання чорнила. Якщо ковпачок погано сидить на ручці, це може призводити до швидкого підсихання чорнила і «важкого старту», коли ручка не починає писати одразу, щойно ковпачок був знятий.
У сучасних ручках найпопулярнішими є три різновиди ковпачків.
- На різьбі

Щоб зняти ковпачок, його треба покрутити за часовою стрілкою і зняти з різьби. Такі ковпачки зараз є найпопулярнішими та використовуються майже всіма провідними виробниками.
- Насадкові

Ковпачок знімається так само, як у звичайних кулькових чи гелевих ручок. Щоб надійно закрити ковпачок, його потрібно насадити на ручку і трохи надавити до характерного звуку. Такий вид ковпачків використовується виробником Lamy у всіх своїх моделях або в ручках для початківців, таких як Pilot Kaküno чи Platinum Preppy.
- Автоматичні (англ. Capless) — без ковпачка

Працюють за принципом автоматичної ручки. Потрібно натиснути на кнопку на кінці бареля, щоб перо автоматично виїхало з корпуса. Такий принцип застосовується у моделях Pilot Vanishing Point чи Platinum Curidas.
Кліпса

Елемент ковпачка, який дозволяє закріпити ручку на кишені чи записнику. У більшості ручок кліпса вмонтована в корпус за замовчуванням, проте деякі бренди продають кліпси як окремий зйомний аксесуар (наприклад, Kaweco).
Барель

Вмістилище чорнила. Чорнило може подаватися за допомогою картриджа, конвертера або прямо з бареля.

Деякі ручки, але не всі, мають на барелі віконечко, що дозволяє контролювати рівень чорнила.
Ґріп

Частина ручки, на якій лежать пальці під час письма. У деяких ручках для початківців використовується трикутний ґріп для навчання правильному захопленню ручки пальцями.
Перо

Основний елемент перової ручки. Кріпиться на фіді.
Фід

З'єднує елемент подачі чорнил з пером. Через нього чорнило потрапляє на перо і дозволяє ручці виконувати її основні функції. Для цього чорнило має вільно текти з бареля до пера.
Сучасні виробники чорнил поряд зі звичайними чорнилами пропонують також блискучі, які містять невеличкі світловідбивні частинки, що грають на світлі. Залежно від будови фіда, ці частинки можуть мати проблеми з вільним протіканням через нього, що призводить до засмічення і непрохідності фіда. Особливо така проблема спостерігається на тонких перах, де канал подачі чорнил вузький.
Конвертер або Картридж

Резервуар для чорнил.
Конвертер можна використовувати постійно, промивши після використання одного чорнила і наповнивши новим шляхом занурення пера у пляшечку з чорнилом.
Картридж призначений для одноразового використання. Та часто їх використовують у ролі конвертерів, промиваючи і наповнюючи чорнилами знову за допомогою шприца.
Типи картриджів:
| Тип                                        | Сумісні марки | Об'єм, мл | Довжина, мм | Спосіб запечатування горловини |
| ------------------------------------------ | --- | --------- | ----------- | ------------------------------ |
| International Long (міжнародний довгий)    | Pelikan Private Reserve Waterman | 1,2—1,5   | 70—75       | Скляна кулька                  |
| International Short (міжнародний короткий) | Caran d'Ache Diamine Diplomat Graf von Faber-Castell / Faber Castell J. Herbin Kaweco Montegrappa Monteverde Pelikan Private Reserve ST Dupont Schmidt Schneider Visconti Waterman | 0,8       | 37,5—38,5   | Скляна кулька                  |
| Власний стандарт                           | Aurora Cross LAMY Namiki Parker Pilot Platinum Sailor Sheaffer |           |             |                                |

## Перо

### Види пера, які використовуються на сьогодні
- Стандартне перо — перо кріпиться до фіду ручки і його повністю видно, коли ковпачок знятий;
- Приховане перо (англ. Hooded nib) — перо приховане корпусом ручки та зі знятим ковпачком можна побачити лише його невеликий кінчик (таке перо є у моделі Lamy 2000 або Parker 51);
- Інкрустоване перо — перо врізане в корпус декоративним елементом (наприклад, Sheaffer Targa або Waterman Carene);
- Інтегроване перо — перо є невіддільним продовженням корпусу ручки (наприклад, Pilot Myu або Parker 50 «Falcon»).

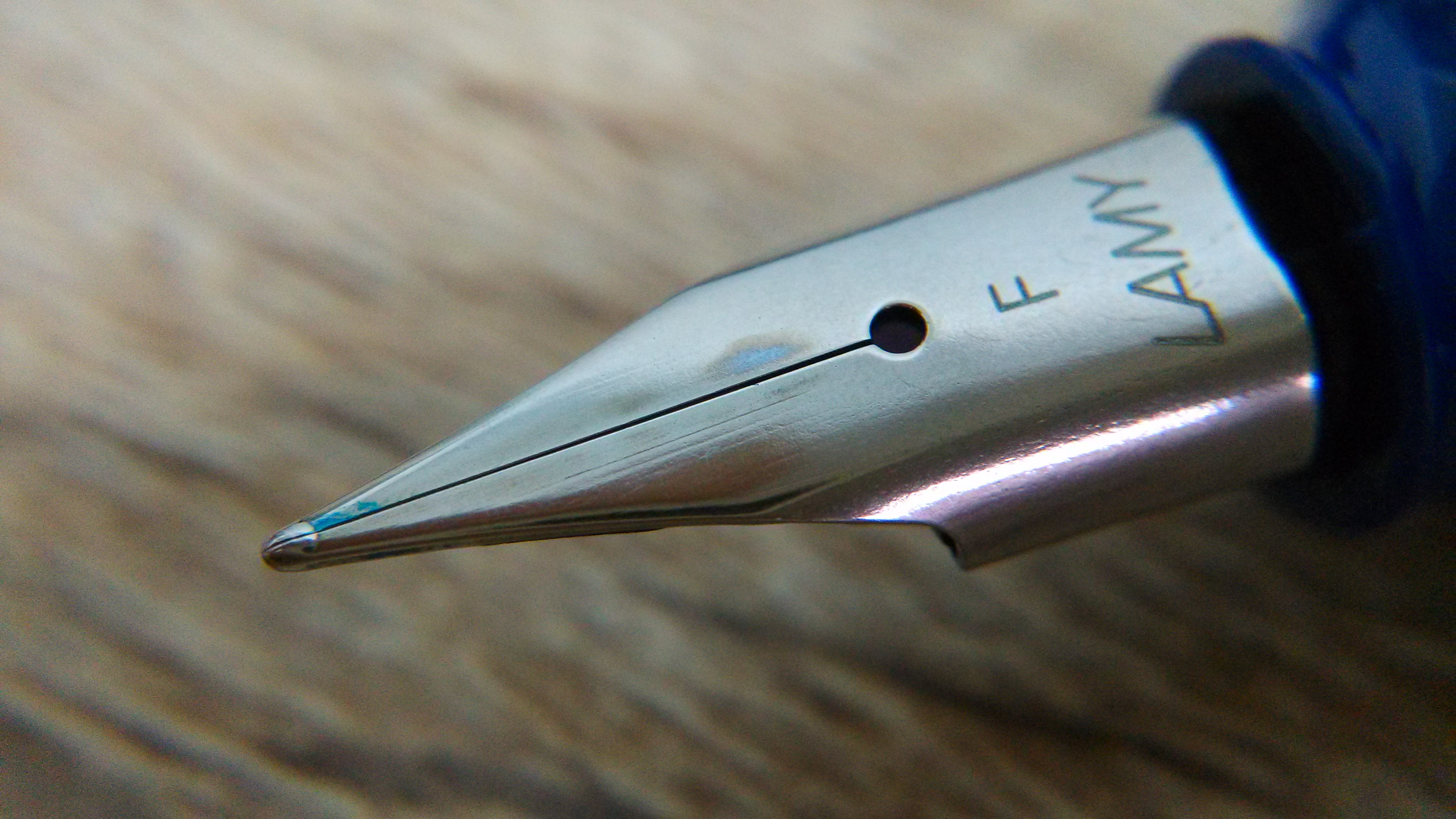
Стандартне cталеве перо
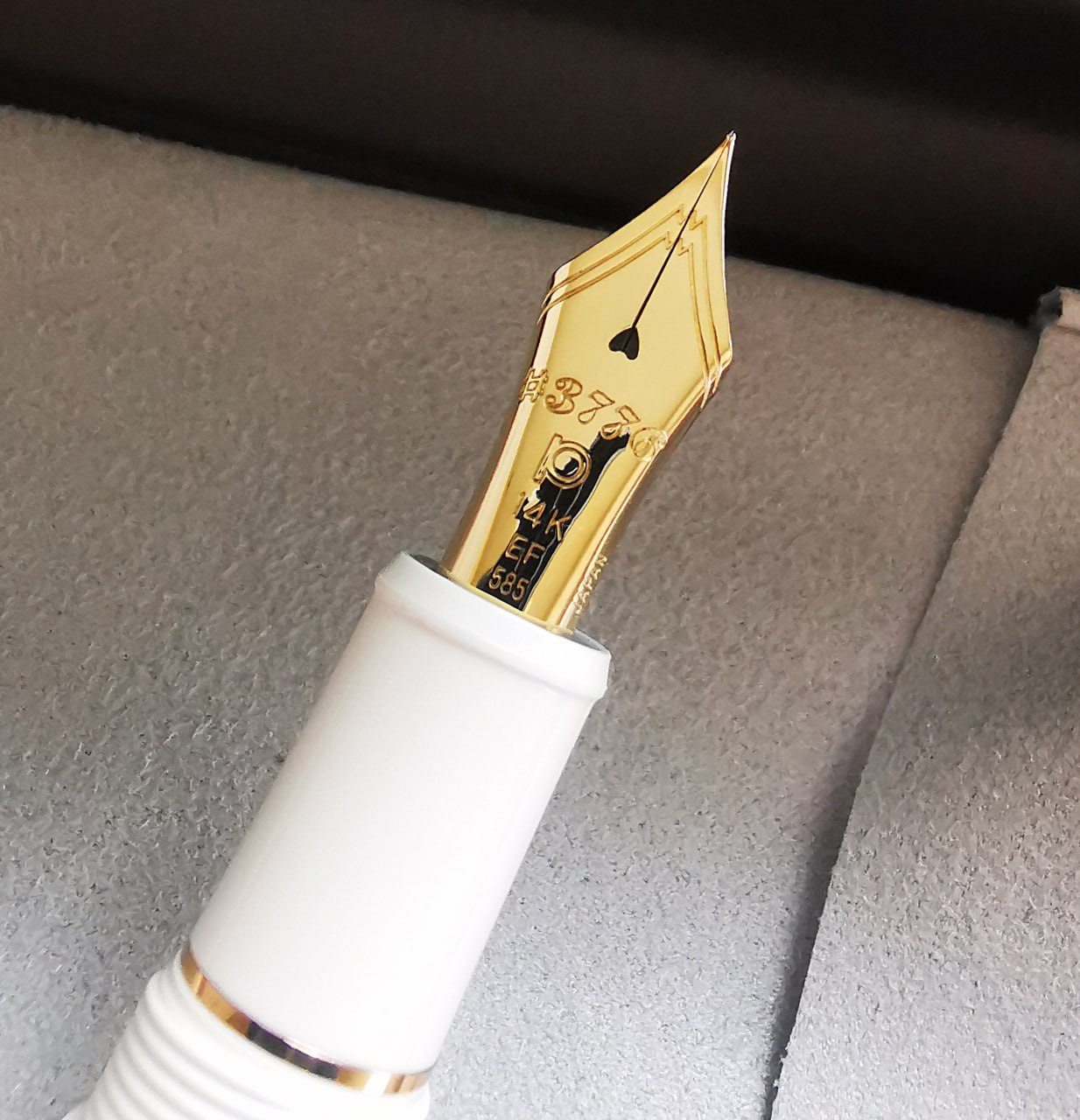
Стандартне золоте перо у 14 каратів
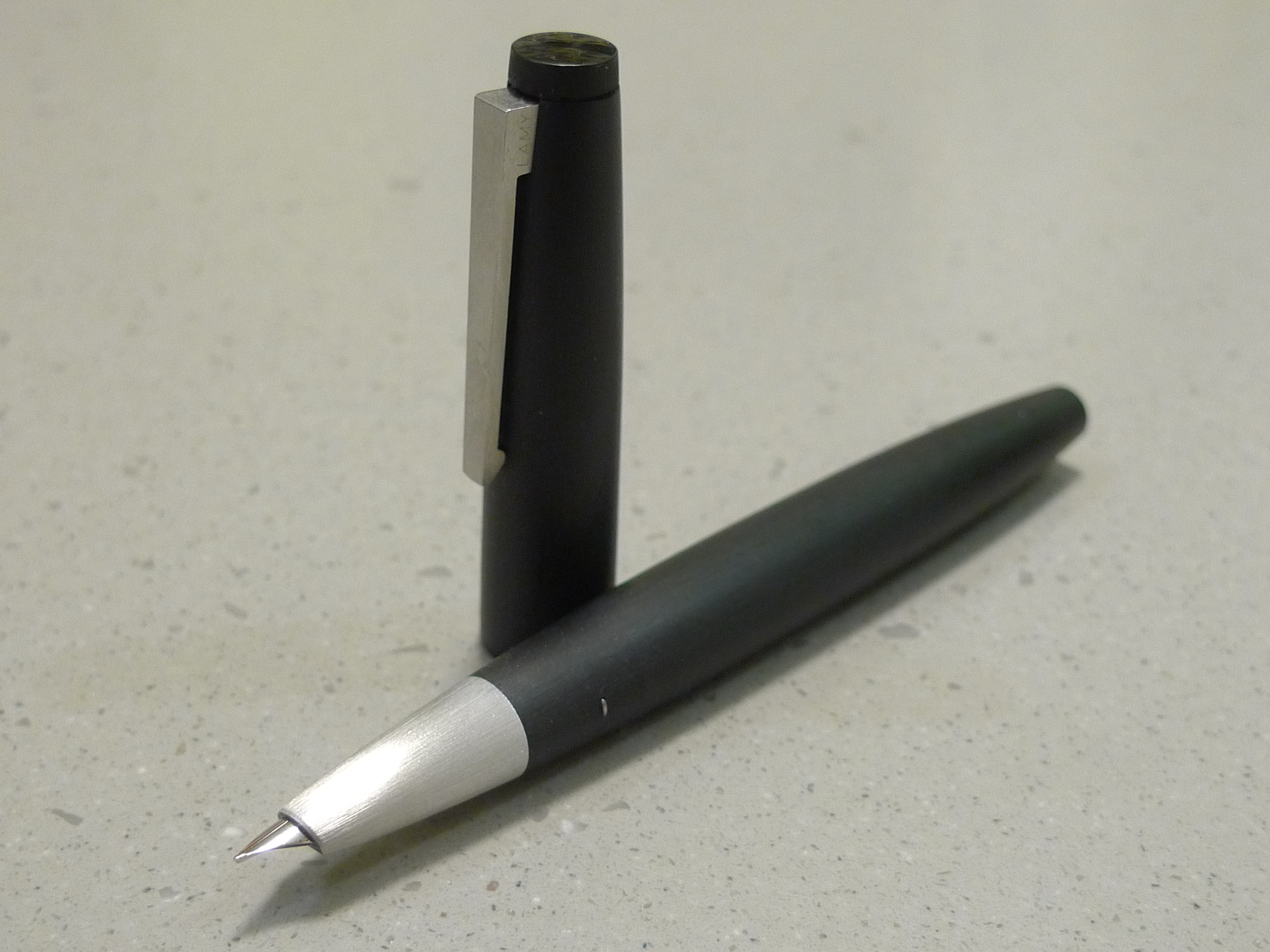
Приховане перо
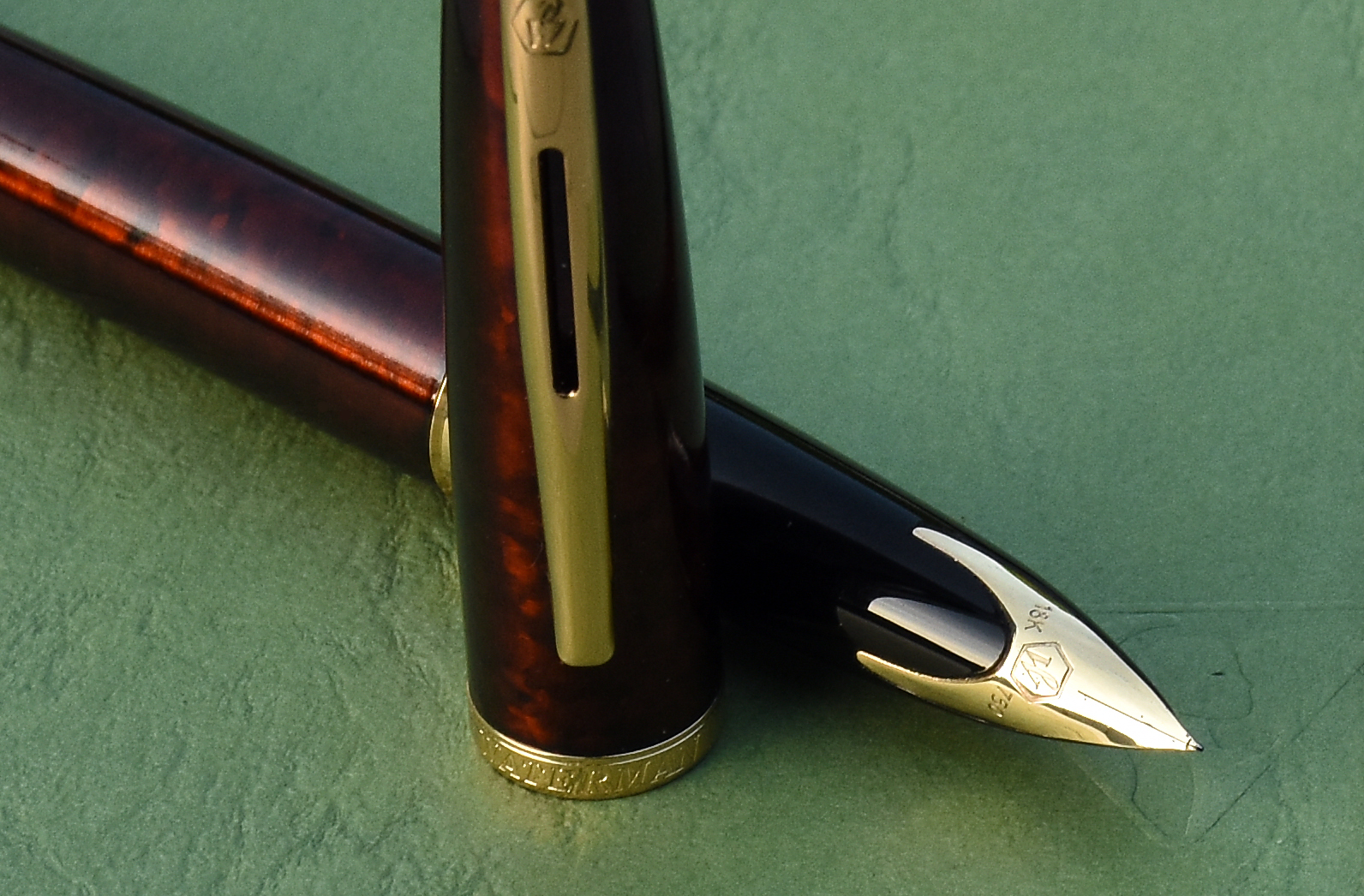
Інкрустоване перо
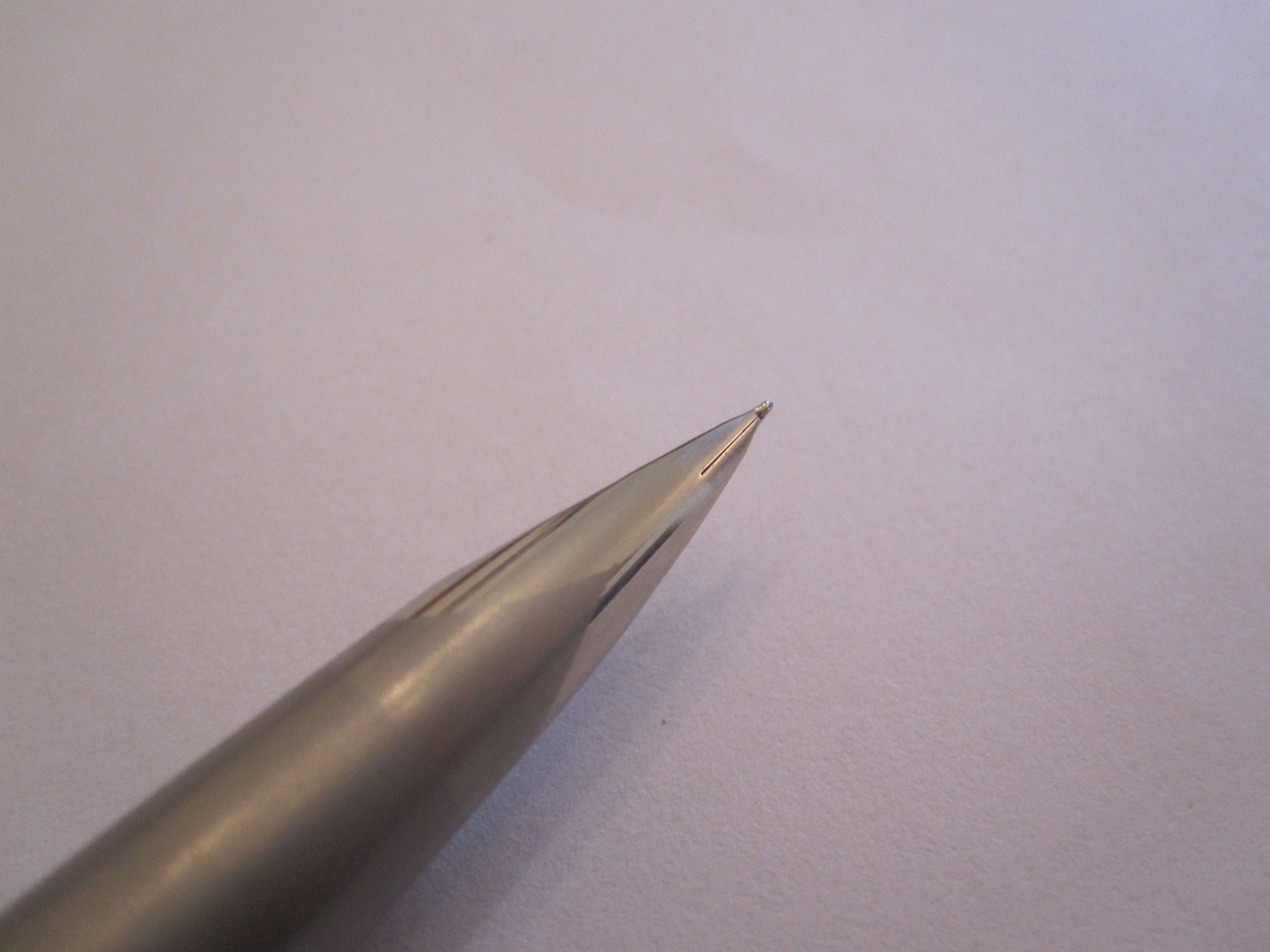
Інтегроване перо

### Типи маркування пера, які використовуються в сучасних ручках
- UEF — Ultra Extra Fine — надзвичайно тонке
- EF — Extra Fine — дуже тонке
- F — Fine — тонке
  - SF — Soft Fine — м'яке перо за товщиною між F i M
  - FM — Fine Medium — тверде перо за товщиною між F i M
- M — Medium - середне
  - SM — Soft Medium — м'яке перо за товщиною між M i B
- B — Broad — товсте
- BB — Double Broad — дуже товсте
- MS — Music — тонке пласке перо
- Stub — пласке перо
- Fude — перо для каліграфії із загнутим кінчиком, яке імітує пензлик фуде
- LH — Left Handed — для шульгів

Зазвичай перо у ручок японського виробництва відчутно тонше за пера європейських виробників. Точної відповідності немає, але приблизно європейське перо F відповідатиме японському M.

## Виробники перових ручок
| Країна          | Назва марки                                                                                           |
| --------------- | --- |
| Німеччина       | Faber-Castell, Kaweco, Lamy1, Montblanc, Pelikan, Otto Hutt                                           |
| США             | Cross, Parker, Sheaffer, Conklin, Monteverde, Esterbrook, Nahvlur                                     |
| Італія          | Aurora, Montegrappa, Visconti, Stipula, Leonardo, Santini, Maiora, Tibaldi, Armando Simoni Club (ASC) |
| Японія          | Namiki-Pilot, Sailor, Nakaya, Platinum, Eboya, Öhashidō Sendai, Taccia, Muji                          |
| Швейцарія       | Caran d'Ache                                                                                          |
| КНР             | Jinhao, Hero, Moonman, HongDian, Wing Sung                                                            |
| Тайвань         | TWSBI, Cypress                                                                                        |
| Франція         | Waterman, ST Dupont                                                                                   |
| Велика Британія | Conway Stewart                                                                                        |
| Канада          | Ferris Wheel Press                                                                                    |
| Вірменія        | Benu                                                                                                  |
| Туреччина       | Scrikss                                                                                               |

1 У лютому 2024 року німецьку компанію Lamy придбала японська Mitsubishi Pencil Company.
В  Україні наразі відсутнє масове виробництво, проте є майстри, які виготовляють ручки на замовлення: «Kaminskiy Studio» чи Андрій Ленський.

## Супровідна канцелярія

### Чорнило
Для неавтоматичних перових ручок можна використовувати будь-які матеріали для письма, не тільки чорнила на водній основі, а також туш, чорнила для каліграфії, залізо-галові чорнила і тому подібні «агресивні» атраменти.
Автоматичні перові ручки пишуть лише чорнилами на водній основі. У них не варто використовувати туш, чорнила для каліграфії чи залізо-галові чорнила, це може забити фід і зіпсувати перо. Не всі ручки гарно сприймають водостійкі чорнила, а вінтажні ручки можуть погано реагувати навіть на сучасні кольорові чорнила з насиченим пігментом.
Щоб розширити асортимент чорнил для використання в автоматичних ручках, окрім стандартних, зараз виробники пропонують водостійкі, блискучі, люмінесцентні, чорнила-хамелеони та чорнила з запахом.
Більшість виробників авторучок також мають і власну лінійку чорнил.
Чорнила люкс-сегменту:

— Преміум-бренди, такі як Montblanc  або Montegrappa , виготовляють чорнила в такому ж ціновому сегменті.

— Лінійка Iroshizuku від Pilot 

— Лінійка Sailor Manyo 

— «Найчорніший чорний» Platinum Chou Kuro Black
Середній сегмент і чорнила для творчості:

— J. Herbin 

— KWZ 

— Akkerman 

— Robert Oster 

— Private Reserve 

— Wearingeul 

— Ferris Wheel Press 
Якісні недорогі варіанти:

— Бюджетні бренди, такі як Lamy  або Kaweco , виготовляють чорнила в такому ж ціновому сегменті.

— Найпопулярніша в цій категорії марка Diamine  із майже необмеженим вибором кольорів і специфікацій. Активно співпрацює зі спільнотою любителів авторучок на Reddit і виготовляє для них ексклюзивні чорнила.

Марка зосереджена винятково на виготовленні чорнил і не має виробництва авторучок.

— Parker Quink 
— Найбезпечнішими чорнилами спільнота любителів перових ручок вважає чорнила Waterman , які можна використовувати навіть у вінтажних ручках.

### Папір
Не кожен папір підходить для використання чорнильної ручки. Більшість видів паперу на ринку створені не під перові ручки, тому любителі чорнила мають із ними три основні проблеми: протікання, просвічування та капіляризацію.
 Протікання — пухкий папір не утримує чорнило на поверхні і воно протікає на зворот аркуша чи навіть через кілька аркушів. Капіляризація — на папері з пухким верхнім шаром чорнило розтікається капілярами паперу, так що лінії написаного стають ніби розмазаними. Просвічування — насичене чорнило може не протікати, проте просвічувати на інший бік аркуша, що ускладнює двостороннє використання паперу. Тому для чорнильних ручок доводить спеціально вибирати сумісний папір.
Tomoe River (Original)

Історія японського паперу Tomoe River розпочалася в 1981 році, коли компанія Tomoegawa випустила на ринок першу партію надлегкого крейдованого паперу зі щільністю 52 г/м² (тоді як стандарт щільності звичайного офісного паперу 80 г/м²). За задумкою розробників, цей папір мав призначатися для індустрії комерційного друку, тому найперший продукт, де його було використано — друк Біблії. Потім додався друк журналів і буклетів. Через декілька років компанія представила на ринку записники з цим папером, тоді й відкрили його чудову сумісність із чорнильними ручками. У 2000-х і донині Tomoe River випускався у двох варантах: кремовому та білому. Та на початках він мав кілька кольорів, включно з блакитним і рожевим.
У 2019 році Tomoegawa повідомила, що через низький попит закриває завод № 7, на якому виготовлявся Tomoe River, і переносить виробництво на виробничі потужності заводу № 9. Відповідно, технологія виробництва дещо змінилася, що вплинуло на характеристики паперу. Тому папір із фабрики № 7 стали називати «старим», а з фабрики № 9 — «новим». «Новий» папір був трохи товщим і глушив яскравість та переливність чорнил.
Зрештою у 2021 році Tomoegawa вирішила продати права на цей папір компанії Sanzen.

Отже, Tomoe River (Original) знятий з виробництва у жовтні 2021 році.
Sanzen Tomoe River

Випуск цього паперу розпочався у листопаді 2021 року — після купівлі прав на Tomoe River і технології її виготовлення у компанії Tomoegawa компанією Sanzen. Попри те, що Sanzen не змінювала викуплену формулу, користувачі відзначають відмінність їхнього варіанту Tomoe River від оригіналу, головно, більша шершавість поверхні та тепліша, менш яскрава кольоропередача чорнила.
Sanzen Tomoe River використовується у багатьох сумісних із чорнильною ручкою записниках. Це, зокрема, більшість записників і планерів Hobonichi Techo та класичні записники Traveler's Notebook. Також цей папір продається незшитими блоками.
Папір Tomoe River (як від Tomoegawa, так  від Sanzen) має трирівневу структуру з додатковими шарами покриття з обох сторін аркуша, завдяки якій протікання чорнила зводиться до мінімуму. З цього витікає і головний недолік цього паперу: достатньо довге висихання чорнила. Через щільну шовковисту структуру, чорнилу потрібен час, щоб всотатися. Зазвичай (залежно від товщини пера), на висихання чорнила потрібно понад 30 секунд, а з деякими чорнилами цей час може досягати навіть 90 секунд.
MD Midori

Японська марка, яка випускає папір з 1960-х років. Спершу папір був лише білого кольору. У 2006 бренд запусти кремову лінійку MD PAPER Cream, а в 2013 — MD PAPER Cotton, для виготовлення якого використовується 20 % бавовняного жмиху.
Компанія під власним брендом випускає як окремо папір, так і різні види нотатників, щоденників і планерів. Уся продукція компанії має екстремально мінімалістичний дизайн. MD PAPER Cotton, за твердженням бренду, ідеальний не лише для чорнильної ручки, а й для олівців, тому нотатники з цим папером випускаються нелінованими як скетчбуки.
Серед інших знаних брендів японського поперу є Apica та Kokuyo, що має лінійку студентських записників Campus.
Clairefontaine

Європейський папір, який виготовляється у Франції. У 1997 році Clairefontaine купила марку нотатників Rhodia, відтоді всі записники, щоденники та планери цієї марки випускаються з папером Clairefontaine.
Надзвичайно популярні серед любителів скетчингу нотатники Moleskine мають папір, який не підходить для використання з чорнильними ручками.

### Футляри
Для зберігання перових ручок використовують в основному шкіряні футляри або стаціонарні коробки у вигляді шухлядок. Головна їхня особливість полягає в тому, що і в футлярах, і в шухлядках кожна ручка має свою западину й відділена від інших перегородкою. Це робиться для того, щоб запобігти царапанню корпусів ручок одна об одну, адже деякі з них мають дорогі корпуси з коштовних матеріалів.
Зазвичай футляри виготовляються з натуральної шкіри. Оскільки перові ручки вважаються іміджевим продуктом, екошкіра для подібних виробів практично не використовується.

## У масовій культурі

### Ручки знаменитостей
Літератор і сценарист Ніл Ґейман досі послуговується чорнильними ручками для написання романів, одна з моделей, якій він надає перевагу, — німецька Lamy 2000.

«Король жахів» Стівен Кінг пише Waterman Hémisphère.

Ернест Гемінґвей писав Montegrappa.

Найуспішніша співачка у світі Тейлор Свіфт для промоції альбому The Tortured Poets Department випустила тематичну чорнильну ручку.

### Ручки політиків
Королева Великої Британії Єлизавета ІІ майже 60 років писала лише однією моделлю — американською Parker 51. Щоправда, її син, Король Чарльз ІІІ, з чорнильними ручками має натягнуті стосунки.

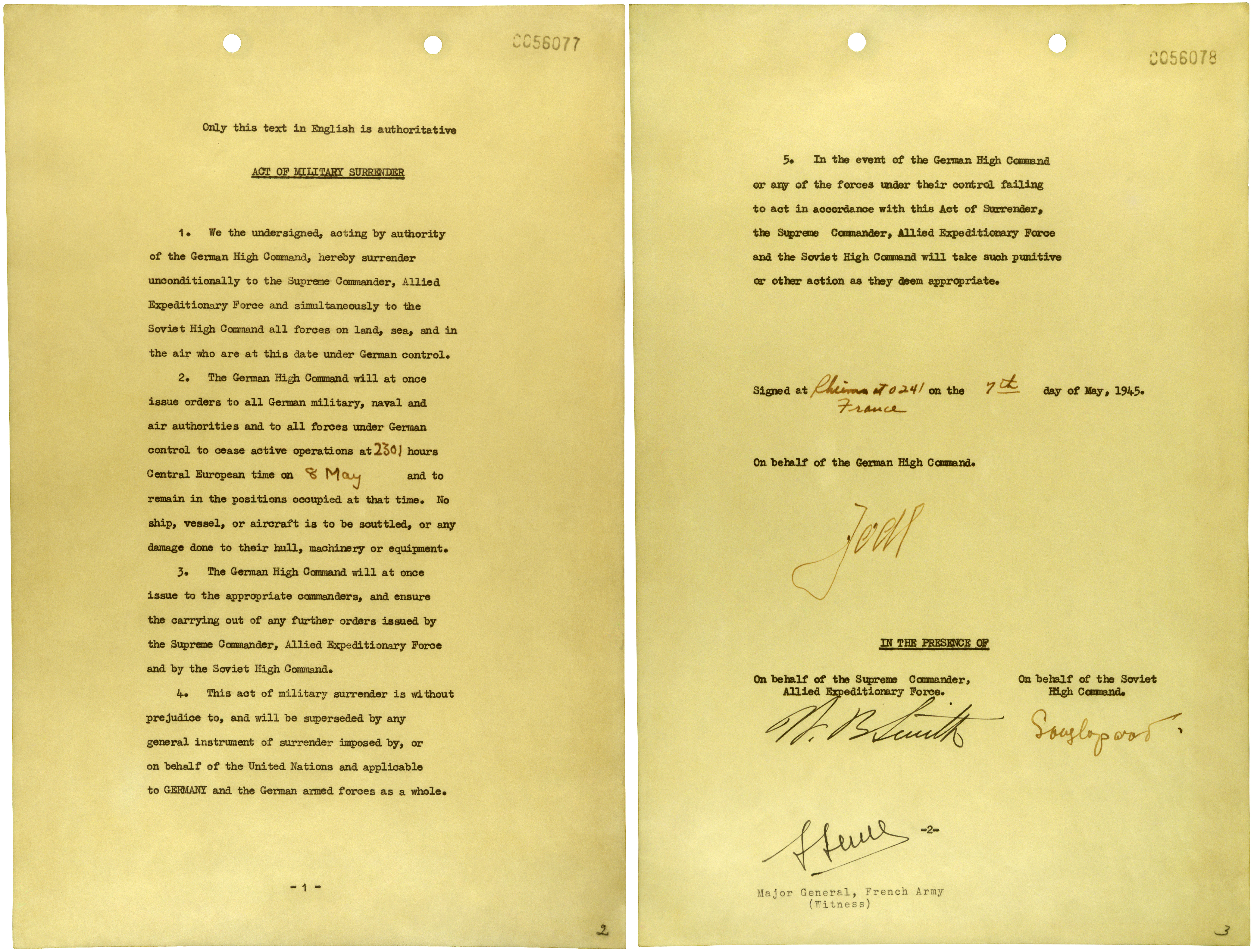
Акт про капітуляцію Німеччини, 7 травня 1945 року

Акт про капітуляцію Німеччини на завершення Другої світової війни, переданий генералу Ейзенгауеру, був підписаний знову-таки Parker 51.

Одним із найбільших любителів чорнильних ручок в Україні є 3-й Президент України Вітор Ющенко. Під час своєї каденції він надавав перевагу німецькому брендові  Montblanc і золотим перам. Лише ті моделі, які зуміли ідентифікувати з його колекції журналісти, на 2006 рік коштували близько 30 000 гривень. Проте, вони не розгледіли в колекції політика найдорожчу ручку — виготовлену на замовлення модель Montblanc Skeleton Demonstrator із прапором України, інкрустованим діамантами. Вартість такої ручки сягає 200 000 доларів.
Нинішній Президент України Володимир Зеленський перовими ручками не послуговується.

### Ручки в кіно
Доктор Хто в 1 серії (The Pilot) 10 сезону здогадно використовує тайванську TWSBI.

У результаті агресивного продакт-плейсменту ручки Montblanc отримали практично роль другого плану в серіалі Ріплі (2024) на Нетфліксі.